# Кёрле, Панкрац
Панкрац Кёрле (нем. Pancraz Körle; 21 октября 1823, Мюнхен, Германия — 23 апреля 1875,  Мюнхен, Германия) — немецкий художник портрерист и литограф.

## Биография
Панкрац Кёрле родился 21 октября 1823 года в Мюнхене в семье пекаря. Он учился в латинской школе, а затем в художественной школе Филиппа Питера Тойча.
По непонятным причинам Кёрле отказался учиться Мюнхенской академии художеств, вместо этого он изучал портретную живопись в живописной школе Джозефа Бернардта.
С 1845 по 1848 год он был учеником австрийского художника Фердинанда Вальдмюллера в Вене. В 1847 году он стал членом Старого венского братства Germania (нем. Alten Wiener Burschenschaft Germania).
Кёрле создал серию литографий, изображающих революционные события в Вене в 1848 году. Из-за этого ему пришлось провести несколько месяцев в Дрездене.
Вернувшись в Мюнхен, Кёрле посветил себя жанровой живописи в стиле рококо.